# F.lux
f.lux — программное приложение, регулирующее цветовую температуру компьютерного монитора в соответствии с географическим местоположением и временем суток, задаваемыми пользователем.
Приложение создано для уменьшения напряжения глаз при работе в ночное время и устранения одного из факторов, нарушающих нормальный суточный ритм и режим сна.
f.lux не работает на большинстве современных систем, разработчики рекомендуют использовать Redshift через redshift-gtk.

## Совместимость
Существуют версии f.lux для Windows, Android, Linux и OS X. Версия для iOS существует, но она не сертифицирована в AppStore и может быть установлена только на iPhone со сделанным jailbreak.

## Функции
f.lux автоматически калибрует цветовую температуру монитора пользователя в зависимости от времени суток. Пользователю также предоставляется возможность установить температуру самостоятельно, либо используя один из стандартных профилей, либо задав параметры вручную.
Калибровка цветовой температуры может быть временно выключена для просмотра фильмов или редактирования изображений. По истечении заранее заданного временно́го интервала калибровка автоматически включается вновь.
Для соответствия суточному циклу программа использует географическое положение и время суток, но и тот и другой параметры можно задать вручную.

## Эффект от работы
Предполагается, что f.lux, уменьшая в вечернее время долю синего в цветовом спектре монитора, улучшит качество сна пользователя. Некоторые научные исследования связывают количество синего в освещении с уровнем секреции мелатонина в организме человека, то есть уменьшение синей части спектра может улучшить секрецию мелатонина и, как результат, облегчить засыпание. Влияние самого приложения f.lux на работу и сон не исследовались. На сайте f.lux можно найти ссылки на исследования связи сна и освещённости.

## Отзывы и переводы
f.lux получил ряд положительных отзывов, как в прессе, так и у блогеров и индивидуальных пользователей, в том числе и в русскоязычной части сети.